# Goñi
Ne doit pas être confondu avec Goñi (Uruguay).
Goñi (en basque Goñerri) est une municipalité de la communauté forale de Navarre, dans le Nord de l'Espagne.
Elle est située dans la zone linguistique mixte de la province, dans la mérindade d'Estella et à 30 km de sa capitale, Pampelune. Le secrétaire de mairie est aussi celui de Lekunberri.

## Géographie
Elle est composée des communes suivantes :
| Nom commune | Pop. (2006) |
| ----------- | ----------- |
| Aizpun      | 28          |
| Azanza      | 42          |
| Goñi        | 43          |
| Munarriz    | 53          |
| Urdanoz     | 26          |

## Démographie
| Évolution démographique                              | Évolution démographique | Évolution démographique | Évolution démographique | Évolution démographique | Évolution démographique | Évolution démographique | Évolution démographique | Évolution démographique | Évolution démographique | Évolution démographique |
| 1996                                                 | 1998                    | 1999                    | 2000                    | 2001                    | 2002                    | 2003                    | 2004                    | 2005                    | 2006                    | 2007                    |
| ---------------------------------------------------- | ----------------------- | ----------------------- | ----------------------- | ----------------------- | ----------------------- | ----------------------- | ----------------------- | ----------------------- | ----------------------- | ----------------------- |
| 206                                                  | 201                     | 166                     | 188                     | 200                     | 210                     | 208                     | 204                     | 197                     | 192                     | 180                     |
| Sources: Goñi et instituto de estadística de navarra |                         |                         |                         |                         |                         |                         |                         |                         |                         |                         |

### Sources
- (es) Cet article est partiellement ou en totalité issu de l’article de Wikipédia en espagnol intitulé « Goñi » (voir la liste des auteurs).